# NiceFutis
NiceFutis är ett damfotbollslag i Björneborg, Finland. Klubben bildades 1989 och har spelat i Damligan sedan 2008.

## Spelartrupp 2013
| - 01 Siiri Lilja (GK) - 02 Sanni Välilä - 03 Taylor Brown - 04 Tanja Peltomaa - 05 Tiina Rauhala - 06 Elina Setälä - 07 Essi Huppunen - 08 Tiina Vatanen - 09 Netta Hannula - 10 Siiri Välimaa (GK) - 11 Hanna Ruohomaa |  | - 12 Nadine Laaja - 13 Alina Kuoppala - 13 Katrin Loo - 16 Jessica Kannosto - 17 Niina Sirviö - 19 Milla Rantamäki - 21 Henna Lehti - 27 Mira Laurila - 28 Sini Vehviläinen - 33 Sofia Viitala - 91 Heli Kuusiluoto |

## Tidiga spelare
- Miska Suves
- Ellinor Andersson
- Irma Helin
- Emelie Strand
- Ayisat Yusuf